# (196476) Humfernandez
(196476) Humfernandez es un asteroide del cinturón principal, descubierto el 2 de mayo de 2003 por los astrónomos Ignacio Ferrín y Carlos Alberto Leal en el Observatorio Astronómico Nacional de Llano del Hato, ubicado en la Cordillera de Mérida, Venezuela.
Su nombre es en honor a Humberto Fernández-Morán (1924-1999), reconocido científico y médico, inventor del bisturí de diamante, contribuyó al desarrollo del microscopio electrónico, introdujo el concepto de crioultramicrotomía, y fundador del Instituto Venezolano de Neurología e Investigaciones Cerebrales (IVNIC), predecesor del actual Instituto Venezolano de Investigaciones Científicas (IVIC).
Posee una excentricidad de 0,2310012 y una inclinación de 15,63281º.